# Chiesa di Sant'Alessio
La chiesa di Sant'Alessio è una chiesa di interesse storico ed artistico di Napoli.
Fondata nel XVIII secolo, è situata in vico Sant'Alessio 4, nel Rione Lavinaio (quartiere Pendino), all'interno del centro storico di Napoli.

## Storia e descrizione
Nel 1611 si costituì l'Oratorio di Sant'Alessio nella chiesa di Santa Maria di Piedigrotta al Lavinaio, la quale occupava con altri locali tutta l'area occidentale dell'isolato tra vico delle Ferze e vico Sant'Alessio, nel 1664 fu eretta in laica Confraternita di Sant'Alessio composta di uomini di civile condizione, o di capi d'arte civili e meccaniche.
Nel 1669 la Confraternita di Sant'Alessio comprò un terreno retrostante la chiesa di Santa Maria di Piedigrotta al Lavinaio, e vi costruì il suo oratorio, con accesso dal vico che ne prenderà il nome.
La chiesa fu distrutta, insieme ai locali della chiesa di Santa Maria di Piedigrotta al Lavinaio, della Confraternita, della sagrestia e dell'amministrazione, durante il bombardamento statunitense del 1º agosto 1943, ed è stata ricostruita nel 1950 e riutilizzata dalla stessa Congrega, che realizzò anche una nuova cappella nella zona di ampliamento nel Cimitero di Poggioreale.
Conserva una statua lignea ottocentesca di sant'Alessio.
La chiesa, da qualche anno, è chiusa.

## Sepolture

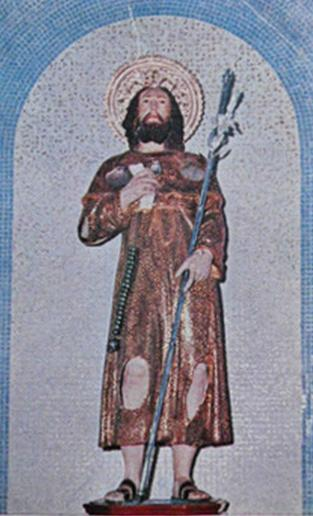
Statua di Sant'Alessio nella chiesa

La chiesa di Sant'Alessio possiede le seguenti (elenco non esaustivo) sepolture:
- Nicola Fasulo (Napoli 23 novembre 1754 – Napoli 29 agosto 1799), avvocato, fu, dal 23 gennaio 1799 al 15 aprile 1799 membro del Governo Provvisorio della Repubblica Napoletana in quanto Presidente del Comitato Centrale Giacobino e del Comitato di Polizia. Arrestato il 13 giugno 1799, condannato a morte dalla Giunta di Stato del Regno di Napoli il 26 agosto 1799, fu impiccato a piazza del Mercato il 29 agosto 1799, con Michele Marino, Gaetano De Marco, Antonino d'Avella, Nicola Fiani, ed i beni di famiglia furono confiscati.
Si evitò che il cadavere subisse la stessa sorte di quello di Nicola Fiani, abbrustolito e mangiato, grazie alla Compagnia dei Bianchi della Giustizia, che ottenne, dalla Giunta di Stato, la pronta sepoltura in un ossario comune nella chiesa di Sant'Alessio al Lavinaio.
- Nicola Palomba (Avigliano il 23 ottobre 1746 – Napoli 14 ottobre 1799), sacerdote, fu dal 26 febbraio 1799 Commissario Generale del Dipartimento del Bradano della Repubblica Napoletana. Condannato a morte dalla Giunta di Stato il 12 ottobre 1799, fu impiccato a piazza del Mercato il 14 ottobre 1799.
- Felice Mastrangelo (Montalbano Jonico il 6 aprile 1773 – Napoli 14 ottobre 1799), dottore in medicina, fu dal 15 marzo 1799 Generale del Dipartimento del Bradano della Repubblica Napoletana. Arrestato, condannato a morte dalla Giunta di Stato del Regno di Napoli, fu impiccato a piazza del Mercato il 14 ottobre 1799, con il sacerdote Nicola Palomba.
Il suo corpo fu tumulato nella chiesa di Sant'Alessio al Lavinaio.
- Pasquale de Alcubierre, Sergente del 14º Battaglione Cacciatori di Linea della 2ª Brigata Barbalonga della 1ª Divisione Leggera Colonna dell'Esercito del Regno delle Due Sicilie, deceduto nella Campagna d'Autunno del 1860, sepolto nella cappella della Congrega di Sant'Alessio al Lavinaio a Poggioreale.